# Galtonia
Galtonia es un género obsoleto de plantas herbáceas, perennes y bulbosas oriundas de Sudáfrica y perteneciente a la subfamilia de las escilóideas dentro de las asparagáceas. La especie más conocida del género es Galtonia candicans (Jacinto de El Cabo o, simplemente, galtonia), muy popular en jardinería, la que ahora se denomina Ornithogalum candicans.
Las especies antes pertenecientes a este género han sido transferidas a los géneros afines Ornithogalum y Pseudogaltonia con los siguientes nombres:
- Galtonia candicans (Baker) Decne. = Ornithogalum candicans (Baker) J.C.Manning & Goldblatt
- Galtonia clavata Baker ex Mast. = Pseudogaltonia clavata (Baker ex Mast.) E.Phillips
- Galtonia princeps (Baker) Decne. =  Ornithogalum princeps (Baker) J.C.Manning & Goldblatt
- Galtonia regalis Hilliard & B.L.Burtt =  Ornithogalum regale (Hilliard & B.L.Burtt) J.C.Manning & Goldblatt
- Galtonia saundersiae (Baker) Mart.-Azorín, M.B.Crespo & Juan = Ornithogalum saundersiae Baker
- Galtonia viridiflora I.Verd. = Ornithogalum viridiflorum (I.Verd.) J.C.Manning & Goldblatt